# 迈克尔·赖尔登
迈克尔·赖尔登（1946年12月3日—）是一位美国物理学家、科学史家和作家，1973年毕业于麻省理工学院，1999年获古根海姆奖，2002年获安德鲁·杰曼特奖，主要作品有《晶体之火——晶体管的发明及信息时代的来临》（Crystal Fire: the birth of the information age，与莉莲·霍德森合著）等。